# Let yourself go, Let myself go
「Let yourself go,Let myself go」（レット・ユアセルフ・ゴー・レット・マイセルフ・ゴー）は、Dragon Ash4枚目のシングル。1999年3月3日発売。発売元はビクターエンタテインメント / HAPPY HOUSE。

## 解説
前作「Under Age's Song」までと異なり、ヒップホップの要素を取り入れ、結果、初のオリコンTOP10入りをしブレイクを果たした。本曲からBOTSが正式にメンバー入り。
本曲をTVで披露した『COUNT DOWN TV』、『POP JAM』で降谷はマイクを逆さまに持ったり、観客を煽ってマイクを口から離すなどして口パクを自らアピールした。
Dragon Ashとして『POP JAM』はこの出演を最後に出演していないが、降谷個人としてはその後も2000年にひふみかおりが「喜びの詩」で出演し披露した際にバックバンドのドラマーとして出演。
2022年、日本テレビ放送のドラマ「卒業式に、神谷詩子がいない」の劇中内で主人公・神谷詩子がダンスを踊るシーンのBGMとして本曲が使用された。

### ミュージック・ビデオ
MVに登場するフォード・マスタングは当時の降谷の愛車。
MVメイキング風景が『歌の大辞テン』で流れたことがあった。

## 収録曲
作詞・作曲:降谷建志（特記以外）　編曲：Dragon Ash
1. Let yourself go, Let myself go
2. Humanity
3. M
4. Dedication
作詞・作曲:馬場育三/桜井誠

## 収録アルバム
＃1
- 『Viva La Revolution』（1999年7月23日）※アルバムバージョン
- 『The Best of Dragon Ash with Changes Vol.1』(2007年9月5日)

＃2
- 『Viva La Revolution』（1999年7月23日）※アルバムバージョン